# Olaf Nielsen

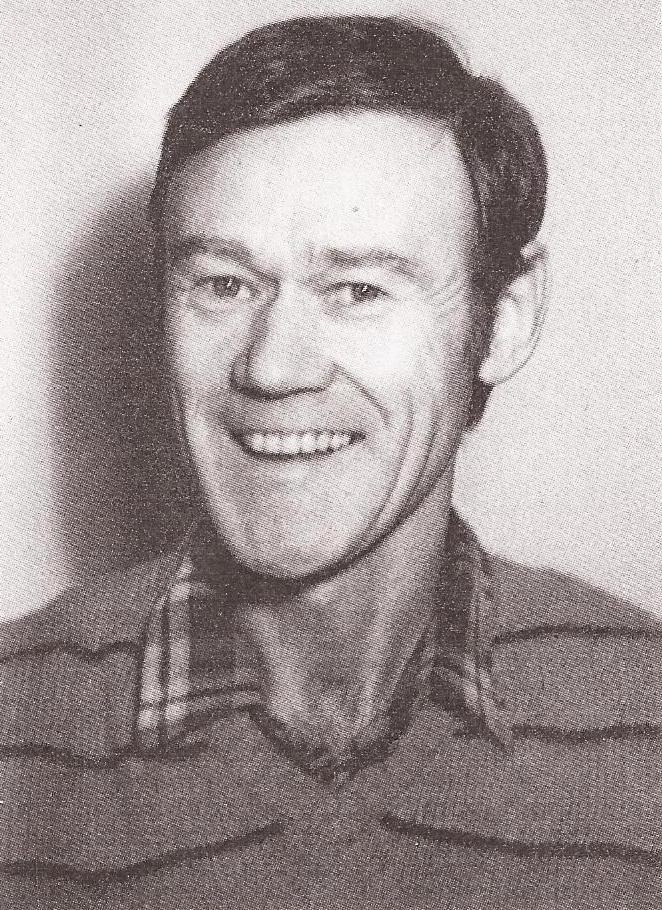
Olaf Nielsen

Olaf Nielsen (* 11. April 1935 in Kopenhagen) ist ein dänischer Schauspieler.

## Leben
Nach seiner Schulausbildung und seinem Studium arbeitete Nielsen zunächst als ausgebildeter Zahnarzt, bevor er als Schauspieler tätig wurde. Er begann seine Theaterkarriere in den studentischen Revuen „Frihed er det bedste guld“ und in „Gris på gaflen“. Seitdem war er an verschiedenen dänischen Theatern tätig, wie unter anderem am: Bellevue Teatret, Fiolteatret, Komediehuset, Riddersalen und Ungdommens Teater.
Des Weiteren wirkte er auch als Filmschauspieler in mehreren dänischen Film- und Fernsehproduktionen mit. Vor allem für seine Rollen im dänischen Kinderfernsehen, darunter in mehreren Weihnachtsserien von Danmarks Radio, erreichte er eine größere Bekanntheit in Dänemark.
Parallel zu seiner Schauspielerkarriere führte Olaf Nielsen für 36   Jahre seine Zahnarztpraxis bis zu seinem Ruhestand weiter. Eine Besonderheit ist, dass er an seiner rechten Hand nur vier Finger hat.

## Filmografie

### Film
- 1968: Sådan er de alle
- 1969: Midt i en jazztid
- 1969: Den gale dansker
- 1970: Oktoberdage
- 1971: Kære Irene
- 1971: Revolutionen i vandkanten
- 1972: Mor, jeg har patienter
- 1976: Den dobbelte mand
- 1977: Familien Gyldenkål vinder valget
- 1986: Walter og Carlo – Yes det er far
- 1986: Walhalla (Valhalla) (Sprechrolle)
- 2000: Miracle – Ein Engel für Dennis P. (Mirakel)
- 2000: Olsenbande Junior (Olsen-banden Junior)
- 2000: Prop & Berta (Prop og Berta)
- 2003: Hodder rettet die Welt (En som Hodder)
- 2005: Vater hoch vier (Far til fire – gi'r aldrig op)
- 2005: Vater hoch vier – Jetzt erst recht! (Far til fire – på hjemmebane)
- 2008: Det perfekte kup

### Fernsehserien
- 1975–1977: Oh, diese Mieter (Huset på Christianshavn, 5 Folgen)
- 1972: Farvel, jeg hedder Kurt
- 1972: Noget om nisser
- 1978: En by i Provinsen (1 Folge)
- 1978: Strandvaskeren (1 Folge)
- 1979: Jul i Gammelby (3 Folgen)
- 1981: Torvet (2 Folgen)
- 1984: Nissebanden (2 Folgen)
- 1985: Mor er major (3 Folgen)
- 1997: Bryggeren (1 Folge)
- 2002: Unit One – Die Spezialisten (Rejseholdet, 2 Folgen)

## Musik
- Det syn's jeg. 1982. Olufsen Records DOCD 5403 – Text & Musik: Aske Benzon, Christina von Bülow, Finn Otto Hansen, Holger Nielsen, Elith Nulle Nykjær, Hugo Rasmussen und Kasper Winding.